# Jan Drbohlav
Jan Drbohlav (* 3. února 1968 Praha) je český scenárista, dramatik a spisovatel, držitel ceny Elsa za nejlepší scénář (In nomine patris) a Literární ceny Arnošta Lustiga (Herz: Autopsie). Za scénář k filmu Habermannův mlýn byl nominován na Českého lva, ocenění získaly i jeho televizní filmy Ex offo, Gambit či Swingtime. Mimo jiné spolupracoval na scénáři úspěšného muzikálu Rebelové a napsal televizní seriály Kapitán Exner a Boží mlýny. Národní divadlo uvedlo jeho adaptaci filmové pohádky Deváté srdce, jako prozaik se představil historickým thrillerem Římská jízda. Je členem České filmové a televizní akademie (ČFTA) a Evropské filmové akademie (EFA).

## Tvorba

### Celovečerní filmy
- Malostranské humoresky (povídka Gardenparty s vernisáží, r. Jaromír Polišenský), Česká televize a FAMU, 1996
- Rebelové (spolupráce na scénáři, r. Filip Renč), Česká televize a S-Pro Alfa, 2000
- Habermannův mlýn (A.K.A. Habermann, spolupráce na scénáři, r. Juraj Herz), Art Oko Film, 2010

### Televizní filmy
- Ex offo (r. Jaromír Polišenský), Česká televize, 1998
- Chytit vítr (r. Jaromír Polišenský), Česká televize, 2000
- Gambit (r. Jaromír Polišenský), Česká televize, 2000
- In nomine patris (r. Jaromír Polišenský), Česká televize, 2004
- Swingtime (r. Jaromír Polišenský), Česká televize, 2007

### Televizní seriály
- Kapitán Exner (r. Vít Karas a Ivan Pokorný), Prima TV, 2017
- Boží mlýny (r. Jan Hřebejk), Česká televize, 2021

### Divadelní hry
- Zvonokosy (podle G. Chevalliera), první uvedení (r. Michael Junášek) Městské divadlo Most, 2000
- Bez obřadu (autorská úprava textu Sans cérémonie), první uvedení (r. Jan Pecha) Divadlo ABC, 2001
- Hvězdný prach (původní swingový muzikál), první uvedení (r. Roman Štolpa) Městské divadlo Most, 2002
- Deváté srdce (adaptace filmové pohádky Josefa Hanzlíka), první uvedení (r. Juraj Herz) Národní divadlo, 2011
- Bestiář (dramatizace románu Barbary Nesvadbové), první uvedení (r. Roman Štolpa), Divadlo U Hasičů, 2024

### Knihy
- Pandurango – cesta za bohem hudby (spoluautor Michal Dvořák), Edice ČT, 2006
- 20 let s Miss (spoluautor Miloslav Zapletal), JOTA, 2008
- 500 Nocí s Andělem (spoluautor Pavel Anděl), Mladá Fronta, 2009
- Juraj Herz: Autopsie (pitva režiséra) (spoluautor Juraj Herz), Mladá Fronta, 2015
- Římská jízda, Kalibr/Euromedia Group, 2023